# Ivan Biondić
Ivan Biondić (Stajnica, 29. kolovoza 1943.), hrvatski je povjesničar.

## Životopis
Ivan Biondić rodio se u Stajnici (opć. Brinje) u Lici 1943. godine. Osnovnu školu polazio je i završio u Brinju a srednju (VII. gimnazija) u Zagrebu. Skupinu predmeta povijest i hrvatskosrpski jezik diplomirao je na Pedagoškoj akademiji u Zagrebu a na Fakultetu za defektologiju Sveučilišta u Zagrebu diplomirao je na odsjeku socijalna patologija i mentalna retardacija. Doktorat društveno-humanističkih znanosti iz područja sociologije obranio je na Filozofskom fakultetu Sveučilišta u Zagrebu.
Objavio je, kao autor i suautor, znanstvene radove i knjige iz područja (specijalne) pedagogije, sociologije profesije te pedagoške i opće historiografije. 

## Djela
Nepotpun popis:
- Specijalni odgoj na prekretnici: (prilog sociologiji odgoja i obrazovanja), Savez SIZ-ova odgoja i osnovnog obrazovanja SR hrvatske, SIZ za usmjereno obrazovanje djece i omladine s teškoćama u razvoju, Filozofski fakultet, Savez slijepih Hrvatske, Zagreb, 1986.
- Integrativna pedagogija. Odgoj djece s posebnim potrebama, Školske novine, Zagreb, 1993.
- Odgoj djece u vjeri, Školske novine, Zagreb, 1993.
- Uloga Katoličke crkve u razvoju hrvatskog školstva, Hrvatska akademija odgojnih znanosti, Zagreb, 1994. (suautori Marko Pranjić i Nedjeljko Kujundžić)
- Raspuća hrvatskog učiteljstva : (od sekularizma do boljševizma), Hrvatska akademija odgojnih znanosti, Zagreb, 1994.
- Magna fraus: (velika obmana): slom ideologije otvorenog društva, vl. naklada, Zagreb, 2002.
- Historia reducta: (umanjena povjesnica): drama hrvatske identifikacije, vl. naklada, Znanstveno društvo za proučavanje podrijetla Hrvata, Zagreb, 2006.
- Kardinal Haulik prorok jugoslavenske propasti: (haulikotvorstvo Družbe Braća Hrvatskog Zmaja), vl. naklada, Zagreb, 2010. (2. dop. izd., 2019.)

## Vanjske poveznice
- Razgovor s prof. dr. Ivanom Biondićem, tajnikom Znanstvenog instituta za proučavanje podrijetla Hrvata. Hrvati imaju pravo na istinu o vlastitom podrijetlu, Dom i svijet, broj 310., 18. rujna 2000. Razgovarali su: V. Matokovic i Z. Sincek